# Lockheed XFV-1
Bei der Lockheed XFV-1 Salmon handelt es sich um einen in den USA in den 1950er Jahren entwickelten einsitzigen Heckstarter zur Abfangjagd. Der Zusatzname Salmon wurde nicht offiziell vergeben, sondern rührt wahrscheinlich vom Namen des Testpiloten Herman „Fish“ Salmon her. Meistens wurde die Maschine jedoch als Pogo angesprochen, obwohl der Name offiziell für den Konkurrenzentwurf der Convair XFY-1 vergeben wurde. Entwicklungsleiter war Clarence Johnson, die Projektnummer bei Lockheed lautete 081-400.

## Entwicklung
Die Maschine beruhte auf einem vollkommen unkonventionellen Konzept. Die XFV-1 war ein Ganzmetallmitteldecker mit trapezförmigen Tragflächen und einem aus kreuzförmig angeordneten Flächen bestehenden Leitwerk. Als Startvorgang war geplant die auf einem kleinen Fahrgestell am Heckleitwerk ruhende XFV-1 durch zwei gegenläufige, von einem Turboprop-Triebwerk angetriebene Luftschrauben senkrecht in die Luft zu heben. Anschließend war der Übergang in den horizontalen Flugzustand vorgesehen. Der Landevorgang sollte in umgekehrter Reihenfolge ablaufen.
Die Entwicklung begann 1947, als die US-Marine und Luftwaffe, ausgehend von einem Szenario durch sowjetische Angriffe vernichteter Flughäfen, ein Kampfflugzeug mit minimalem Platzbedarf zum Start und zur Landung forderte. Ähnliche Denkansätze gab es bereits zum Ende des Zweiten Weltkriegs in Deutschland bei Focke-Wulf und Heinkel. Neben der Lockheed XFV-1 wurde auch für die Convair XFY-1 ein Entwicklungsauftrag vergeben.
Für Flugversuche wurde die XFV-1 provisorisch mit einem starren konventionellen Spornradfahrwerk ausgerüstet, da ein vertikaler Start wegen der unzureichenden Triebwerksleistung nicht möglich war. Die Maschine startete so am 23. Dezember 1953 zu ihrem Erstflug. Übergänge vom horizontalen in den vertikalen Flugzustand und zurück wurden nur in sicherer Höhe durchgeführt, ohne dass eine Landung versucht wurde. Diese Flugversuche, die von dem erfahrenen Testpiloten Herman Salmon durchgeführt wurden, zeigten, dass für einen normalen Piloten unter erschwerten Bedingungen dieser Vorgang außerordentlich riskant sein würde.
Insgesamt wurden 32 Flüge durchgeführt, bevor das Projekt im Juni 1955 eingestellt wurde. In den USA gab es daraufhin weitere Entwicklungen senkrechtstartender Flugzeuge, die jedoch alle mehr oder weniger erfolglos blieben. Erst der Hawker Siddeley Harrier bewies die Einsatztauglichkeit eines Senkrechtstarters.
Der einzige flugfähige Prototyp (Bureau Number 138657) ist erhalten geblieben und befindet sich im Naval Aviation Museum in Pensacola, Florida. Das zweite Flugzeug (Bureau Number 138658) wurde nie fertiggestellt und dient heute als „Torwache“ auf der Naval Air Station Los Alamitos, Kalifornien.

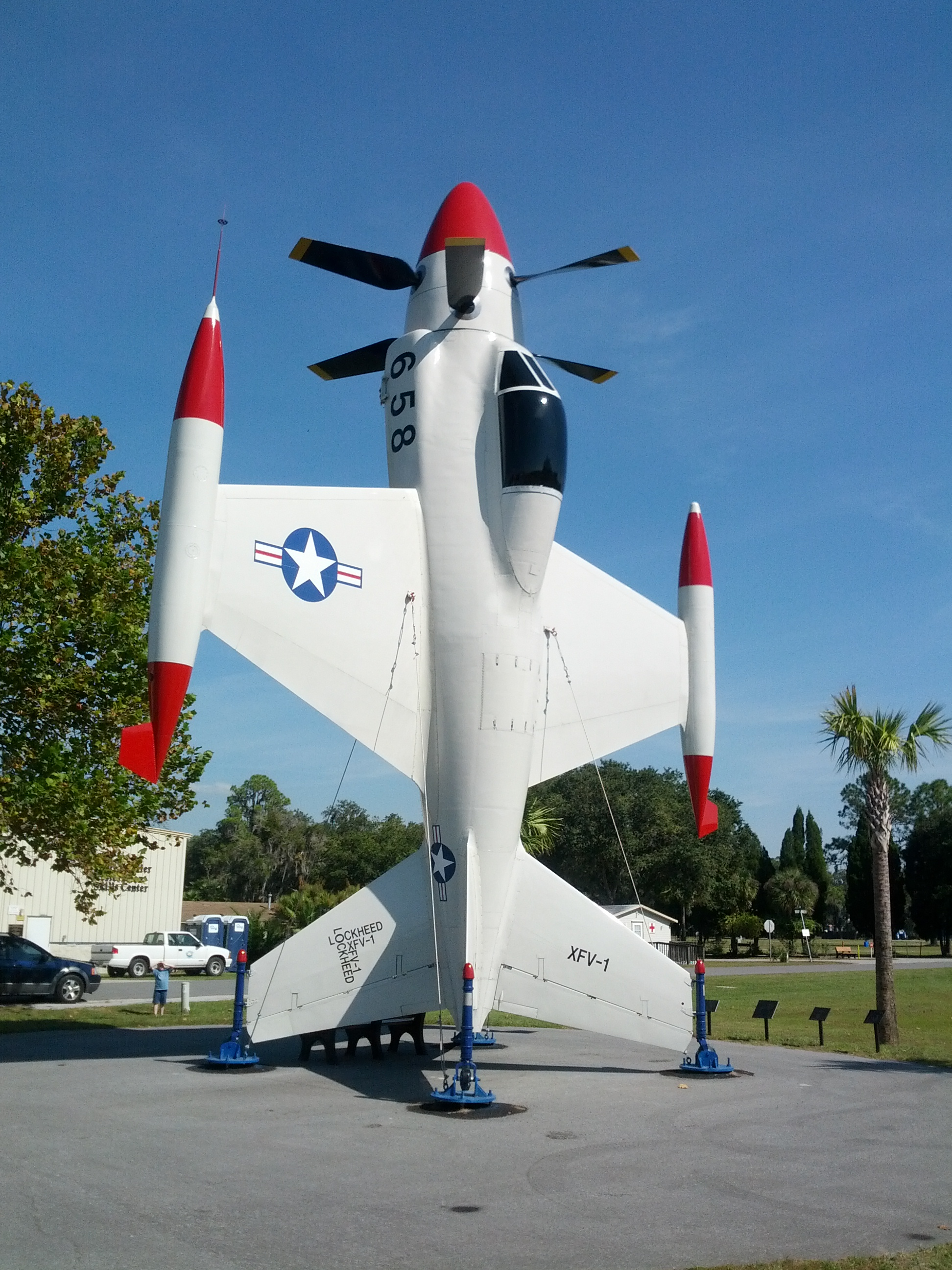
Nicht geflogener zweiter Prototyp 138658

## Technische Daten
| Kenngröße             | Daten                                                                           |
| --------------------- | ------------------------------------------------------------------------------- |
| Besatzung             | 1                                                                               |
| Länge                 | 11,43 m                                                                         |
| Spannweite            | 8,35 m                                                                          |
| Höhe                  | ? m                                                                             |
| Flügelfläche          | 22,85 m²                                                                        |
| Flügelstreckung       | 3,1                                                                             |
| Propellerdurchmesser  | 4,88 m                                                                          |
| Leermasse             | 5.263 kg                                                                        |
| max. Startmasse       | 7.360 kg                                                                        |
| Höchstgeschwindigkeit | 930 km/h in 4.500 m Höhe                                                        |
| Dienstgipfelhöhe      | 13.200 m                                                                        |
| Reichweite            | 845 km                                                                          |
| Triebwerke            | ein Turboprop Allison YT40-A-6 mit 5.850 shp (4.362 kW)                         |
| Bewaffnung (geplant)  | vier 20-mm-Maschinenkanonen, 48 × 70-mm-Luft-Luft-Raketen. Prototyp unbewaffnet |